# Jean Delsarte
Jean Frédéric Auguste Delsarte (19. října 1903 – 28. listopadu 1968) byl francouzský matematik.
Narodil se v Fourmies ve Francii a zemřel v Nancy též ve Francii. Byl členem matematické skupiny Nicolas Bourbaki.